# Cuyo-eilanden
De Cuyo-eilanden (ook wel Cuyo-archipel) is een groep van ongeveer 45 eilanden ten noordoosten van het Filipijnse eiland Palawan. De eilandengroep is op te delen in een noordelijk deel, de Quiniluban-eilanden, en een zuidelijk deel, die ook wel met de naam Cuyo-eilanden worden aangeduid. Het grootste eiland van de eilandengroep is Cuyo, met een oppervlakte van 57 km² en een lengte van 14 km. De oppervlakte van alle eilanden samen is 130 km². Bestuurlijk is de eilandengroep opgedeeld in de drie gemeenten Cuyo (zuiden en westen), Agutaya (noorden) en Magsaysay (oosten).
Bij de laatste census in 2007 telde de groep 41.805 inwoners.